# Карміне Коппола (футболіст)
Карміне Коппола (італ. Carmine Coppola, нар. 10 січня 1979, Поллена-Троккія) — італійський футболіст, що грав на позиції півзахисника, насамперед за клуб «Мессіна», а також національну збірну Італії.

## Клубна кар'єра
Народився 10 січня 1979 року в місті Поллена-Троккія. Вихованець юнацьких команд футбольного клубу «Нола».
1997 року уклав свій перший професійний контракт з «Віченцою». Утім за головну команду клубу так і не дебютував, натомість на умовах оренди грав за нижчолігові «Читтаделлу» і «Трієстину».
2001 року перейшов до друголігової на той час «Мессіни». Починаючи зі свого другого сезону в команді, став стабільним гравцем її основного складу. 2004 року допоміг «Мессіні» здобути підвищення в класі і продовжив виступи у її складі вже на рівні Серії A.
Частину 2007 року провів в оренді в «Ліворно», а наступного року залишив «Мессіну», після чого протягом п'яти років грав на рівні другого і третього італійських дивізіонів за «Фрозіноне», «Салернітану», «Ареццо», «Таранто» та СПАЛ.
Завершував ігрову кар'єру в сезоні 2011/12 виступами за «Мессіну», яка за час його відсутності у команді опинилася у четвертому дивізіоні італійського футболу.

## Виступи за збірну
У червні 2005 року взяв участь у двох товариських матчах за національну збірну Італії.
| Дата      | Місто    | Господарі | Результат | Гості                | Турнір           | Голи | Примітки |
| --------- | -------- | --------- | --------- | -------------------- | ---------------- | ---- | -------- |
| 8-6-2005  | Торонто  | Італія    | 1 – 1     | Сербія та Чорногорія | товариський матч | -    |          |
| 11-6-2005 | Нью-Йорк | Італія    | 1 – 1     | Еквадор              | товариський матч | -    |          |
| Усього    |          | Матчів    | 2         |                      | Голів            | 0    |          |